# باشگاه فوتبال اسپارتاک ایوانو-فرانکیفسک
باشگاه فوتبال اسپارتاک ایوانو-فرانکیفسک (انگلیسی: FC Spartak Ivano-Frankivsk) باشگاه فوتبال اسپارتاک ایوانو-فرانکیفسک یکی از باشگاه‌های معتبر و تاریخی فوتبال اوکراین بود که تأسیس آن به سال ۱۹۴۰ بازمی‌گردد. این تیم برای بیش از شصت و پنج سال در لیگ دسته اول فوتبال اوکراین شرکت کرد و در این مدت با داشتن بازیکنان و مربیان برجسته، به دستاوردهای قابل توجهی دست یافت.  
در طول تاریخچه‌ی خود، اسپارتاک ایوانو-فرانکیفسک موفق به کسب قهرمانی‌های مهمی شد، از جمله قهرمانی در جام حذفی اوکراین در سال ۱۹۹۵ که نشان از توانایی و استعداد بازیکنان و مربیان این تیم بود. همچنین، توانست بازیکنانی با استعداد را تربیت کرده و به تیم‌های ملی اوکراین بازیکنان ارزشمندی ارائه دهد.
با وجود موفقیت‌های بزرگ، اسپارتاک ایوانو-فرانکیفسک در سال ۲۰۰۷ به دلایل مختلفی از جمله مشکلات مالی، منحل شد. این تیم تا آخرین لحظات فعالیت خود، با هویت و عزت بسیاری به میدان فوتبال می‌رفت و جایگاه ویژه‌ای در قلوه‌ی تیم‌های محبوب اوکراین داشت.
بنا به گفته‌ی منابع، باشگاه اسپارتاک ایوانو-فرانکیفسک پس از منحل شدن، تاریخچه‌ی متفاوتی داشته است. در سال‌های بعد از منحل شدن، بسیاری از بازیکنان سابق این تیم به عنوان مربی‌ها و مدیران فعالیت کرده و به نحو موفقیت‌آمیزی در دنیای فوتبال حضور داشته‌اند.
همچنین، هواداران اسپارتاک ایوانو-فرانکیفسک همچنان به یاد این تیم باقی مانده‌اند و خاطرات زیبایی از بازی‌ها و دستاوردهای آن را به یاد می‌آورند. این تیم به عنوان یکی از تیم‌هایی که با روحیه و اعتقاد به خود به میدان فوتبال می‌رفت، در تاریخ فوتبال اوکراین جای خود را دارد و همواره در قلوه‌ی تیم‌های محبوب این کشور خواهد بود.

## تاریخچه
این باشگاه در سال 1940 پس از اشغال شرق لهستان توسط شوروی در طول جنگ جهانی دوم تأسیس شد . تمام باشگاه های ورزشی محلی قبلی منحل شدند و با "پرولتری" جایگزین شدند.
در سال 1956، باشگاه با پیروزی در بازی پلی آف مقابل SKCF سواستوپل در سال 1955 به کلاس B شوروی (رده دوم) صعود کرد . از آن زمان، ایوانو-فرانکیفسک حداقل یک باشگاه در مسابقات فوتبال در بین تیم های استادان داشت تا اینکه انحلال اتحاد جماهیر شوروی .
در سال 1981 تا 2003 باشگاه تحت نام FC Prykarpattia Ivano-Frankivsk به رقابت پرداخت و در سال 1989 ( دوران پرسترویکا ) با "استانداردهای غربی" از تیم استادان به باشگاه حرفه ای تبدیل شد. در سالهای 1981 - 1989 تیم استادان متعلق به تولید کننده علمی و دفاعی محلی شوروی Positron بود.
در سال 1992 پریکارپاتیا ایوانو فرانکیوسک پس از اینکه در ابتدا برای نایب قهرمانی از منطقه اول لیگ دوم شوروی در سال 1991 انتخاب شد ، به اولین لیگ برتر اوکراین پذیرفته شد. پس از تنزل رتبه پس از اولین فصل، باشگاه بازگشت. در سال 1994 به لیگ برتر اوکراین رفت و شش فصل در آنجا ماند.
در سال 2003، این باشگاه تنها با کمک LUKOR Kalush ( FC Kalush ) که توسط لوک اویل روسیه تامین مالی شد، توانست جایگاه خود را در لیگ اول اوکراین حفظ کند و به طور اتفاقی پس از قهرمانی در لیگ دوم و صعود به لیگ برتر، با باشگاه ایوانو فرانکیوسک ادغام شد. لیگ اول. پس از ادغام دو باشگاه، تیم ایوانو-فرانکیفسک به اسپارتاک به عنوان "باشگاه فوتبال مردمی" تغییر نام داد، در حالی که تیم کالوش به پریکارپاتیا-2 تبدیل شد.
پس از فصل 2007 اسپارتاک در نهایت بدون پول به لیگ دوم سقوط کرد . این باشگاه درست قبل از شروع فصل بعد از بین رفت. این باشگاه پس از انحلال بزرگسالان خود، به حضور تیم های نوجوانان خود در مسابقات لیگ جوانان اوکراین ادامه می دهد.
بهترین دستاورد پریکارپاتیا ایوانو-فرانکیفسک در لیگ برتر اوکراین مقام یازدهم بود (دوبار، در سال های 1994–95 و 1995–96 ).
رنگ تیم پیراهن قرمز و شورت سفید بود.

## گلزنان برتر
- 2000 – آندری اسپیواک 6
- 1999 - ویتالی شومسکی 5
- 1998 - پترو روسک 9
- 1997 - آندری زاویالوف 9
- 1996 - پاولو ایریچوک و پترو روساک 9
- 1995 - ایهور یورچنکو 8
- 1992 - یوری شولیاتیتسکی 3
- 1991 - رومن هریهورچوک 26
- 1990 - میکولا یورچنکو 6
- 1989 - یاروسلاو دومانسکی 13 ( کارشناس ارشد ورزش در سطح بین المللی)

## افتخارات
- لیگ اول شوروی
  - نایب قهرمان (1): 1957
- جام اوکراین
  - نایب قهرمان (1): 1973
- قهرمانی SSR اوکراین
  - برندگان (3): 1955، 1969، 1972
  - نایب قهرمان (2): 1991
- لیگ اول اوکراین
  - برنده (1): 1994

## دربی ها
شدیدترین رقابت باشگاه با اف سی نیوا ترنوپیل بود . بازی های همسایه های منطقه گاهی با بی نظمی در ورزشگاه های مربوطه به پایان می رسید. این رقابت بخشی از دربی فوتبال غرب اوکراین بود که پس از مدتی از لیگ برتر اوکراین به لیگ اول اوکراین منتقل شد .
رقابت دیگری که قابل ذکر است با اف سی کارپاتی لویو بود